# Boruty (Sypniewo)
Pour les articles homonymes, voir Boruty.
Boruty (prononciation : [bɔˈrutɨ]) est un village polonais de la gmina de Sypniewo dans le powiat de Maków de la voïvodie de Mazovie dans le centre-est de la Pologne.

## Histoire
De 1975 à 1998, le village appartenait administrativement à la voïvodie d'Ostrołęka.